# Barthélemy de Quincy
Barthélemy de Quincy est un dignitaire de l'ordre du Temple qui fut maréchal de l'ordre pendant la maîtrise de Jacques de Molay.

## Biographie
Barthélemy de Quincy est probablement originaire du duché de Bourgogne. Son lien de parenté avec Simon de Quincy, maître de la province du royaume de Sicile, est inconnu.
La date de son départ en terre sainte et de son entrée dans l'ordre du Temple son inconnus. Il est nommé maréchal de l'ordre vers 1294.

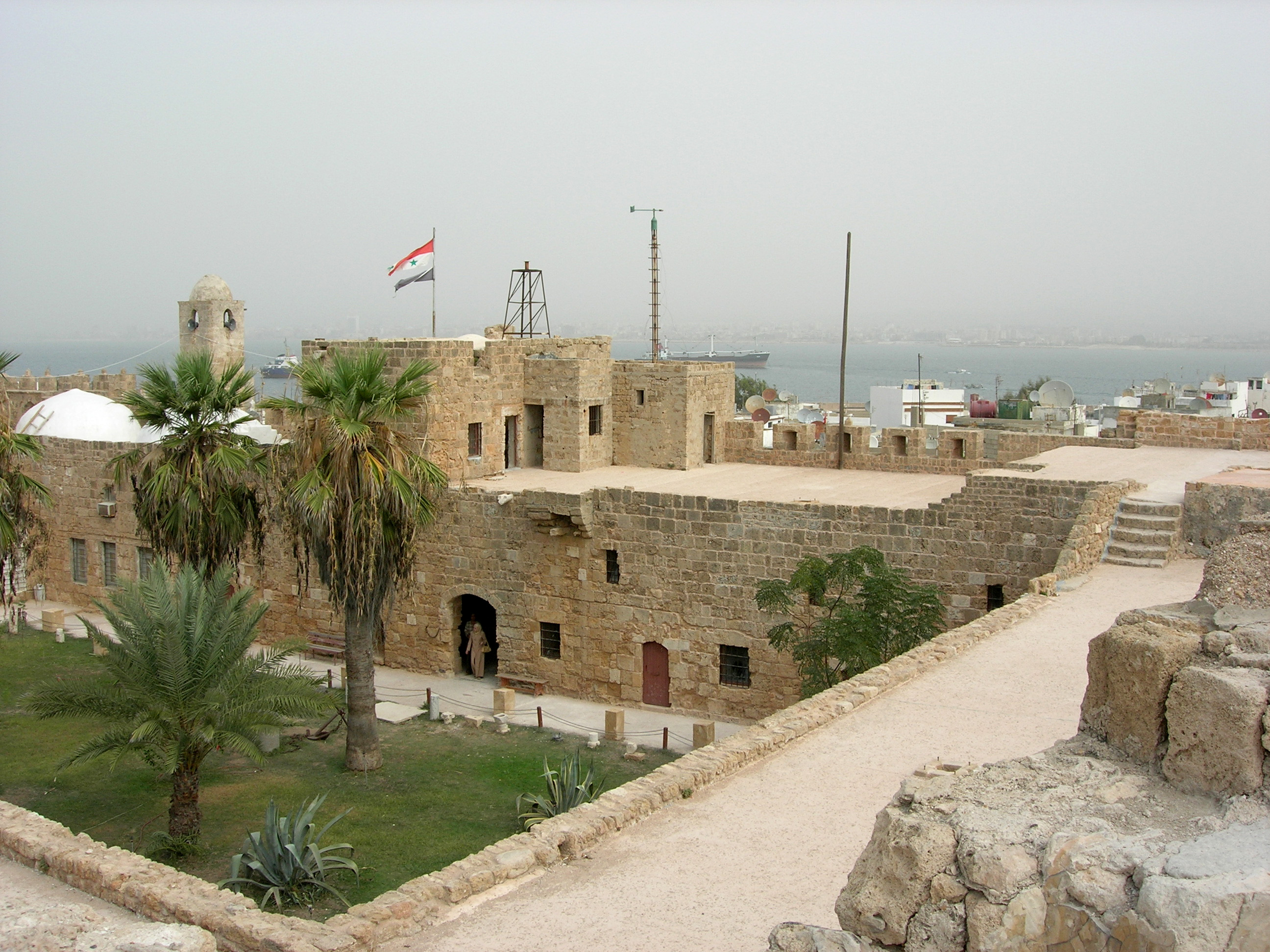
La forteresse de Ruard, où les croisés ont tenté de mettre en place une tête de pont pour reprendre la Terre sainte.

En novembre 1301, le pape Boniface VIII accorde l'île de Ruad aux Templiers. Ceux-ci en renforcent les fortifications et y installent une force permanente placée sous le commandement du maréchal des Templiers Barthélemy de Quincy.

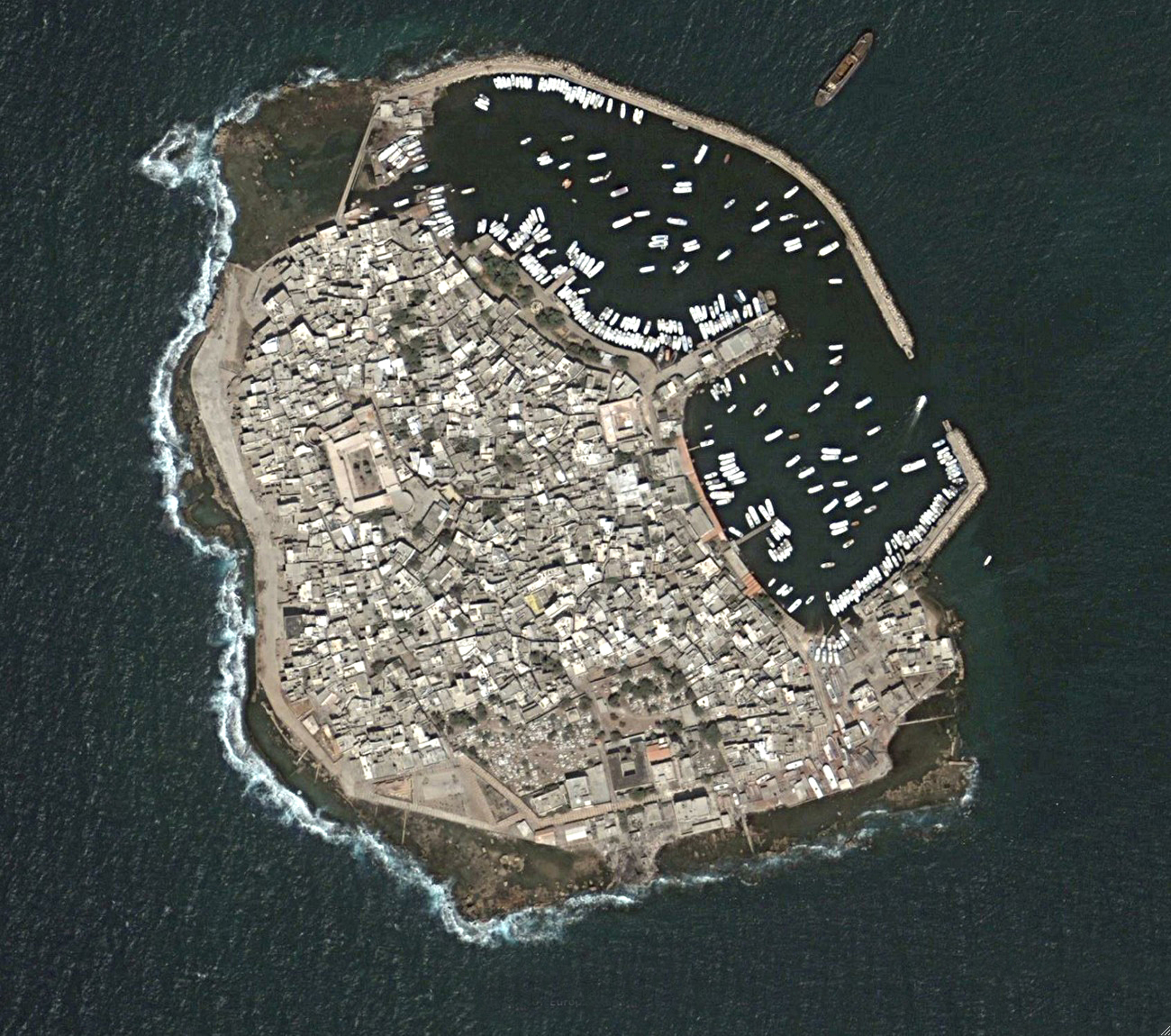
Image satellite d'Arouad le 3 mai 2007.

En 1302, les Mamelouks envoie une flotte de 16 navires d'Égypte à Tripoli à partir de laquelle ils assiègent l'île de Ruard. Ils débarquent en deux points de l'île et dressent leur campement. Les Templiers font des sorties pour les combattre. Mais rapidement, la nourriture vient à manquer, et les défenseurs sont finalement affamés. Le templier Hugues de Dampierre négocie alors une reddition avec les Mamelouks pour le 26 septembre, à la condition qu'ils puissent partir en toute sécurité vers la terre chrétienne de leur choix. Cependant, lorsque les Templiers ont commencé à sortir, les Mamelouks ne respectent pas leur accord et un corps à corps s'ensuit où le maréchal Barthélemy de Quincy est tué et tous les hommes d'armes exécutés sauf quelques dizaines de Templiers survivants qui sont faits prisonniers et emmenés au Caire. Une quarantaine d'entre eux étaient encore en prison quelques années plus tard, refusant d'apostasier, avant de finir par mourir de faim après des années de mauvais traitements,.

## Source
- René Grousset, L'épopée des Croisades, 1939.
- (en) Jochen Burgtorf, The Central Convent of Hospitallers and Templars : History, Organization, and Personnel (1099/1120-1310), Leiden/Boston, Brill, 2008, 761 p. (ISBN 978-90-04-16660-8, présentation en ligne, lire en ligne)
- Emmanuel Guillaume Rey, « L'ordre du Temple en Syrie et à Chypre, les Templiers en Terre Sainte », Revue de Champagne et de Brie,‎ 1888, p. 241 à 256 et 367 à 379 (lire en ligne, consulté le 11 février 2022)